# Gouvernement de Payerne
1536–1798
Entités suivantes :
- Canton de Sarine et Broye

Le gouvernement de Payerne est un des bailliages bernois situé dans l'actuel canton de Vaud.

## Histoire
Le gouvernement est créé en 1536. En 1798, il rejoint l'éphémère canton de Sarine et Broye.

## Gouverneurs
Les gouverneurs sont les suivants :
- 1537 : Adrian Baumgartner[1] ;
- 1551 : Berchtold Hetzel[2] ;
- 1693-1699 : Gabriel Thormann[3] ;
- 1726-1732 : Beat Jakob Tscharner[4] ;